# 국제 여아의 날
국제 여아의 날(International Day of the Girl Child)은 2012년에 유엔 회원국이 제정한 국제 기념일이다. 매년 10월 11일에 해당한다.

## 같이 보기
- 소녀
- 히나마쓰리
- 세계 여성과학인의 날
- 국제 여성의 날